# قلعه قوناخ قیران
قلعه قوناخ قیران مربوط به هزاره ۱- دوره ساسانیان است و در شهرستان اردبیل، روستای رویین دزیاقوناخ قیران واقع شده و این اثر در تاریخ ۱۴ مرداد ۱۳۸۲ با شمارهٔ ثبت ۹۴۲۸ به‌عنوان یکی از آثار ملی ایران به ثبت رسیده است.